# Powiat przeworski
Powiat przeworski – powiat w Polsce (województwo podkarpackie), utworzony na nowo w 1999 roku w ramach reformy administracyjnej. Siedzibą administracyjną powiatu i głównym ośrodkiem kulturalnym jest miasto Przeworsk. Za czasów I Rzeczypospolitej do powiatu przeworskiego należały liczne miasta, m.in.: Rzeszów, Łańcut, Leżajsk, Sokołów Małopolski, Sieniawa, Kańczuga.
Na terenie powiatu przeworskiego znajdują się ważne obiekty sakralne datowane na okres średniowiecza:
1. Bazylika Kolegiacka pw. Ducha Świętego w Przeworsku (1393 rok – data powołania parafii).
2. Kościół i klasztor Bernardynów pw. św. Barbary w Przeworsku (1489 rok – data ukończenia budowy).

W Przeworsku oprócz świątyń średniowiecznych znajduje się barokowy Kościół Matki Bożej Śnieżnej (1780 rok – data ukończenia budowy).
Cenne obiekty sakralne zlokalizowane są także w Kańczudze (kościół renesansowy) czy Sieniawie (kościół barokowy).
Powiat przeworski bogaty jest również w pałace i zespoły pałacowo-parkowe:
1. Pałac Książąt Lubomirskich w Przeworsku (obecnie Muzeum z zabytkowym parkiem w stylu angielskim).
2. Pałac Dzieduszyckich w Zarzeczu z zabytkowym parkiem epoki romantyzmu.
3. Pałac w Sieniawie.
4. Pałac Turnauów w Urzejowicach
5. Zespół dworski w Hadlach Szklarskich.
6. Pałac w Żuklinie
7. Pałac Pogonowskich w Łopuszcze Małej.

Przez powiat przeworski przebiega wąskotorowa, zabytkowa, Przeworska Kolej Dojazdowa z najdłuższym w Europie tunelem kolei wąskotorowej, utworzona 8 września 1904 roku przez Księcia Andrzeja Lubomirskiego, ordynata dominium przeworskiego.
Powiat przeworski słynie z dobrych ziem uprawnych (czarnoziemy), co przyczynia się do bogatych plonów rolnych na tym obszarze. W przeszłości przeworskie czarnoziemy umożliwiały uprawę buraków cukrowych na masową skalę, co pociągnęło za sobą rozwój pierwszej w Galicji cukrowni w Przeworsku, szczycącej się wówczas pozycją jednej z 10 najlepszych cukrowni w Polsce.
Według danych z 31 grudnia 2019 roku powiat zamieszkiwały 78 362 osoby. Natomiast według danych z 30 czerwca 2020 roku powiat zamieszkiwało 78 227 osób.

## Podział administracyjny
W skład powiatu wchodzą:
- gminy miejskie: Przeworsk
- gminy miejsko-wiejskie: Jawornik Polski, Kańczuga, Sieniawa
- gminy wiejskie: Adamówka, Gać, Przeworsk, Tryńcza, Zarzecze
- miasta: Jawornik Polski, Kańczuga, Przeworsk, Sieniawa

## Demografia
Zamieszkany głównie przez grupę tzw. Rzeszowiaków.

Liczba ludności (dane z 30 czerwca 2005):
|        | Ogółem | Ogółem | Kobiety | Kobiety | Mężczyźni | Mężczyźni |
| osób   | %      | osób   | %       | osób    | %         |           |
| ------ | ------ | ------ | ------- | ------- | --------- | --------- |
| Ogółem | 78 671 | 100    | 40 129  | 51,01   | 38 542    | 48,99     |
| Miasto | 21 014 | 26,71  | 10 966  | 13,94   | 10 048    | 12,77     |
| Wieś   | 57 657 | 73,29  | 29 163  | 37,07   | 28 494    | 36,22     |

▶Wieś vs ▶miasto
Ogółem (▶k, ▶m)
Miasto (▶k, ▶m)
Wieś (▶k, ▶m)
- Piramida wieku mieszkańców powiatu przeworskiego w 2014 roku[7].

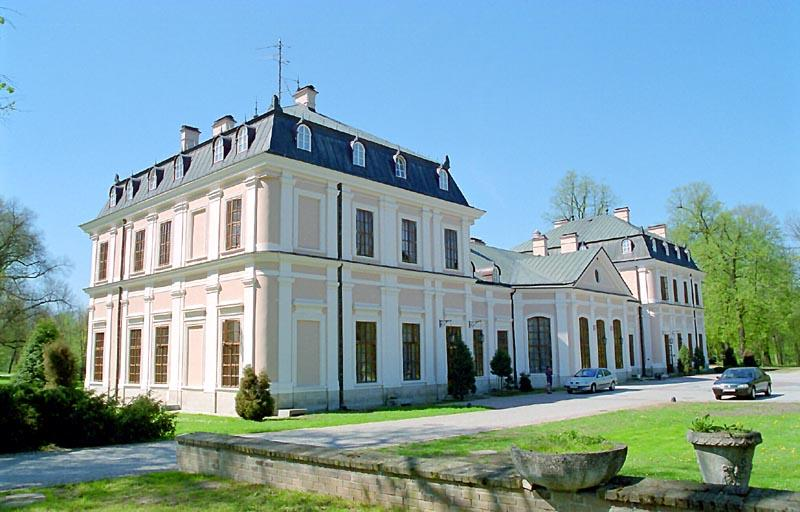
Pałac w Sieniawie

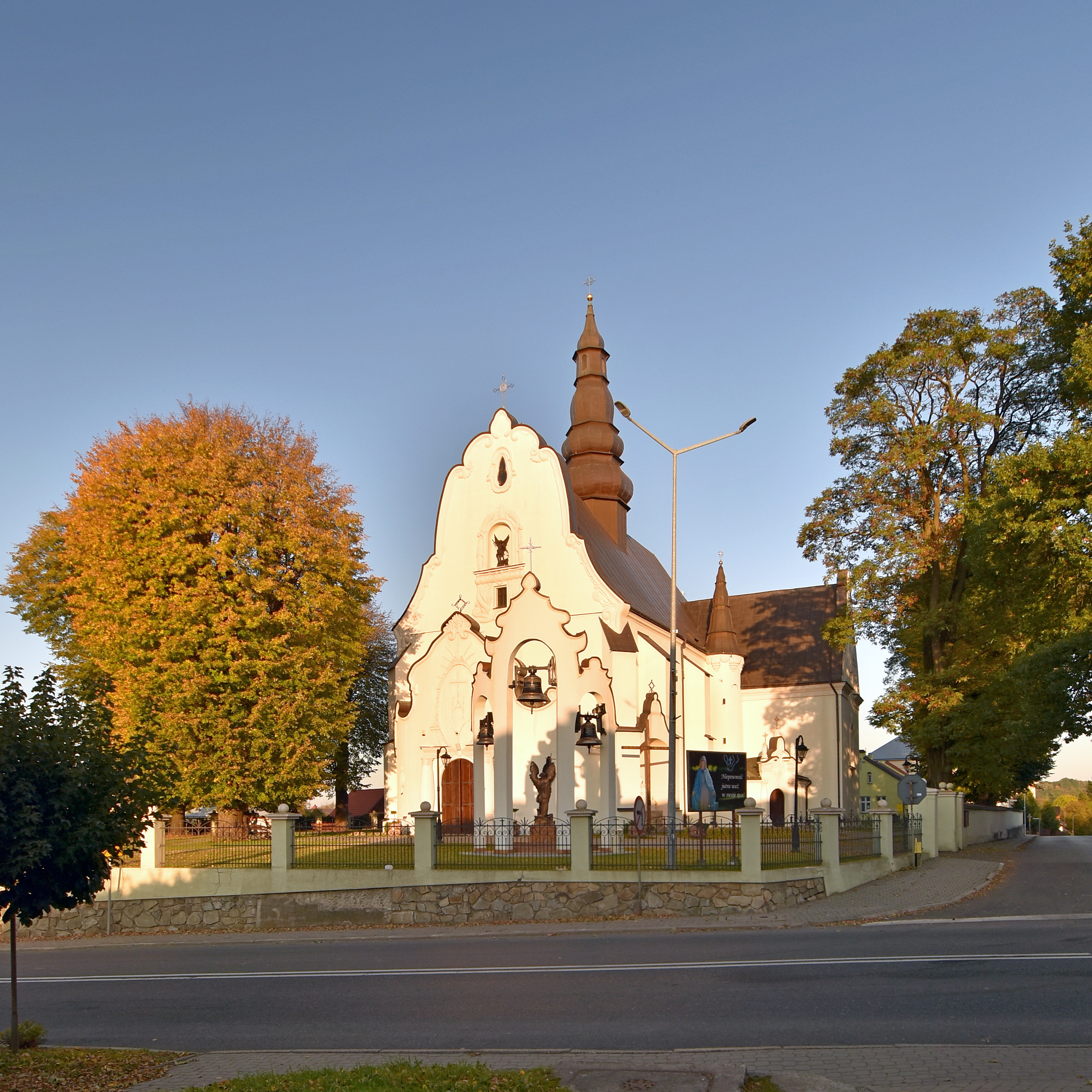
Renesansowy kościół św. Michała Archanioła w Kańczudze

## Gminy powiatu przeworskiego
Tabela została stworzona na podstawie danych GUS z czerwca 2009.

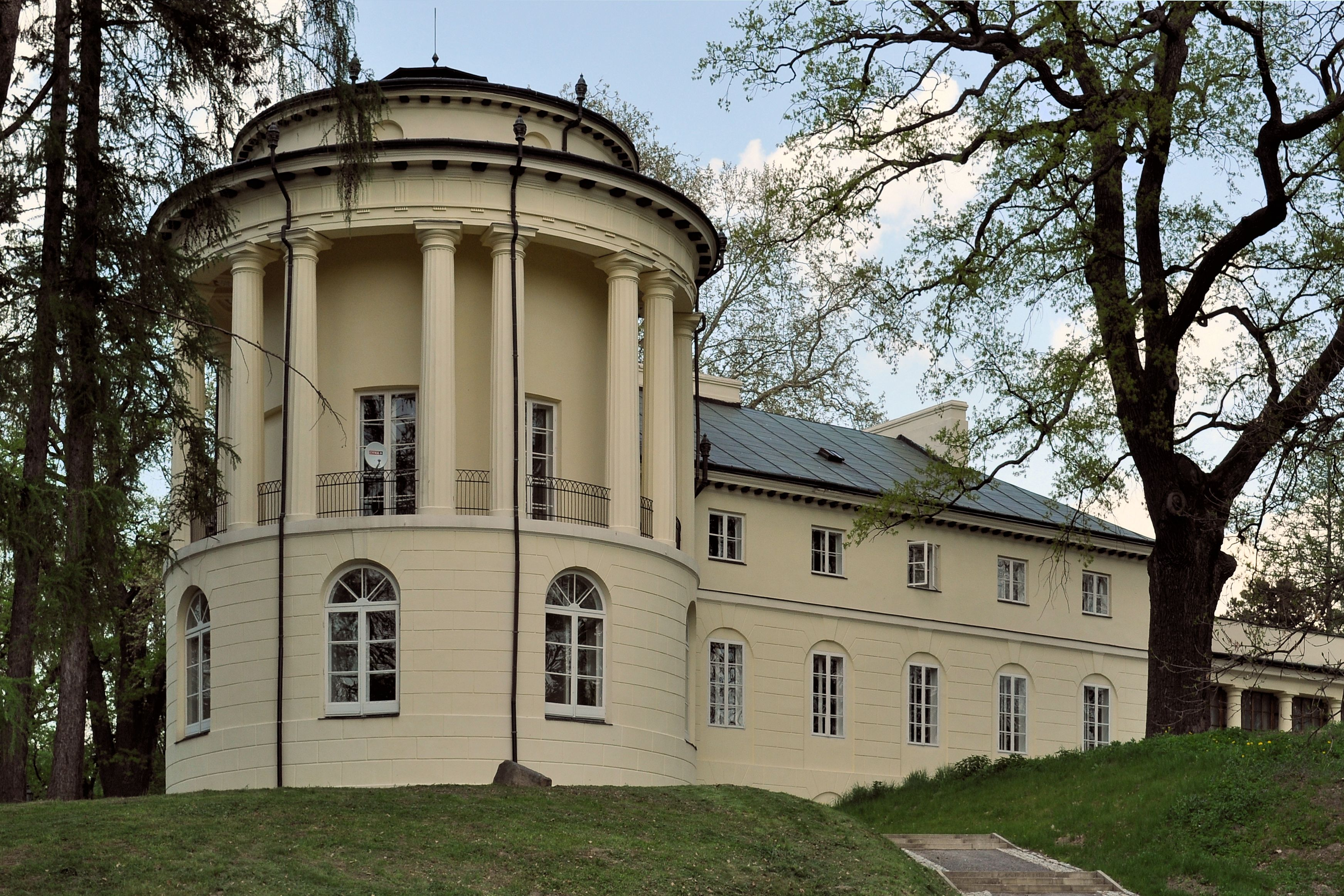
Pałac Dzieduszyckich w Zarzeczu (koło Przeworska)

| Lp. | Gmina               | Ludność | Powierzchnia (km²) | Gęstość zaludnienia [os./km²] |
| --- | ------------------- | ------- | ------------------ | ----------------------------- |
| 1.  | Przeworsk (miejska) | 15751   | 22,13              | 712                           |
| 2.  | Adamówka            | 4158    | 134,29             | 31                            |
| 3.  | Gać                 | 4569    | 35,96              | 127                           |
| 4.  | Jawornik Polski     | 4671    | 62,93              | 74                            |
| 5.  | Kańczuga            | 12643   | 105,03             | 120                           |
| 6.  | Przeworsk (wiejska) | 14500   | 90,79              | 160                           |
| 7.  | Sieniawa            | 6949    | 127,11             | 55                            |
| 8.  | Tryńcza             | 8167    | 70,06              | 117                           |
| 9.  | Zarzecze            | 7168    | 49,18              | 146                           |

## Ochrona przyrody
Rezerwaty przyrody
- „Husówka”
- „Lupa”

Pomniki przyrody
- dąb szypułkowy w Rudce

## Najważniejsze zabytki i atrakcje turystyczne
| Zabytkowe budowle sakralne - bazylika kolegiacka pw. Świętego Ducha z kaplicą Grobu Bożego w Przeworsku - kościół i klasztor O.O Bernardynów w Przeworsku - kościół pw. MB Śnieżnej w Przeworsku - kościół parafialny pw. NMP z kryptą Czartoryskich w Sieniawie - kościół parafialny pw. św. Michała Archanioła w Kańczudze Obiekty na trasie szlaku architektury drewnianej - gotycki kościół św. Marii Magdaleny w Nowosielcach w Nowosielcach (trasa VII) - cerkiew w Rudce (trasa VI) - dawna cerkiew w Krzeczowicach (trasa VII) - kościół w Siennowie (trasa VII) Inne zabytki drewniane - żywy skansen – Pastewnik w Przeworsku | Pałace, dwory i parki - zespół pałacowo-parkowy Lubomirskich w Przeworsku - zespół pałacowo-parkowy Czartoryskich w Sieniawie - zespół pałacowo-parkowy Dzieduszyckich w Zarzeczu - pałac i park Kellermannów w Żuklinie - pałac i park Turnauów w Urzejowicach - dwór i park w Hadlach Szklarskich - pozostałości dworu i park w Sieteszy - dwór i park w Lipniku - dwór i park w Łopuszce Małej - pozostałości dworu i park w Siennowie - pozostałości dworu i park w Krzeczowicach - pozostałości zespołu dworskiego w Łopuszcze Wielkiej Atrakcje turystyczne - kolejka wąskotorowa z Przeworska do Dynowa z najdłuższym w Europie tunelem na kolei wąskotorowej. |

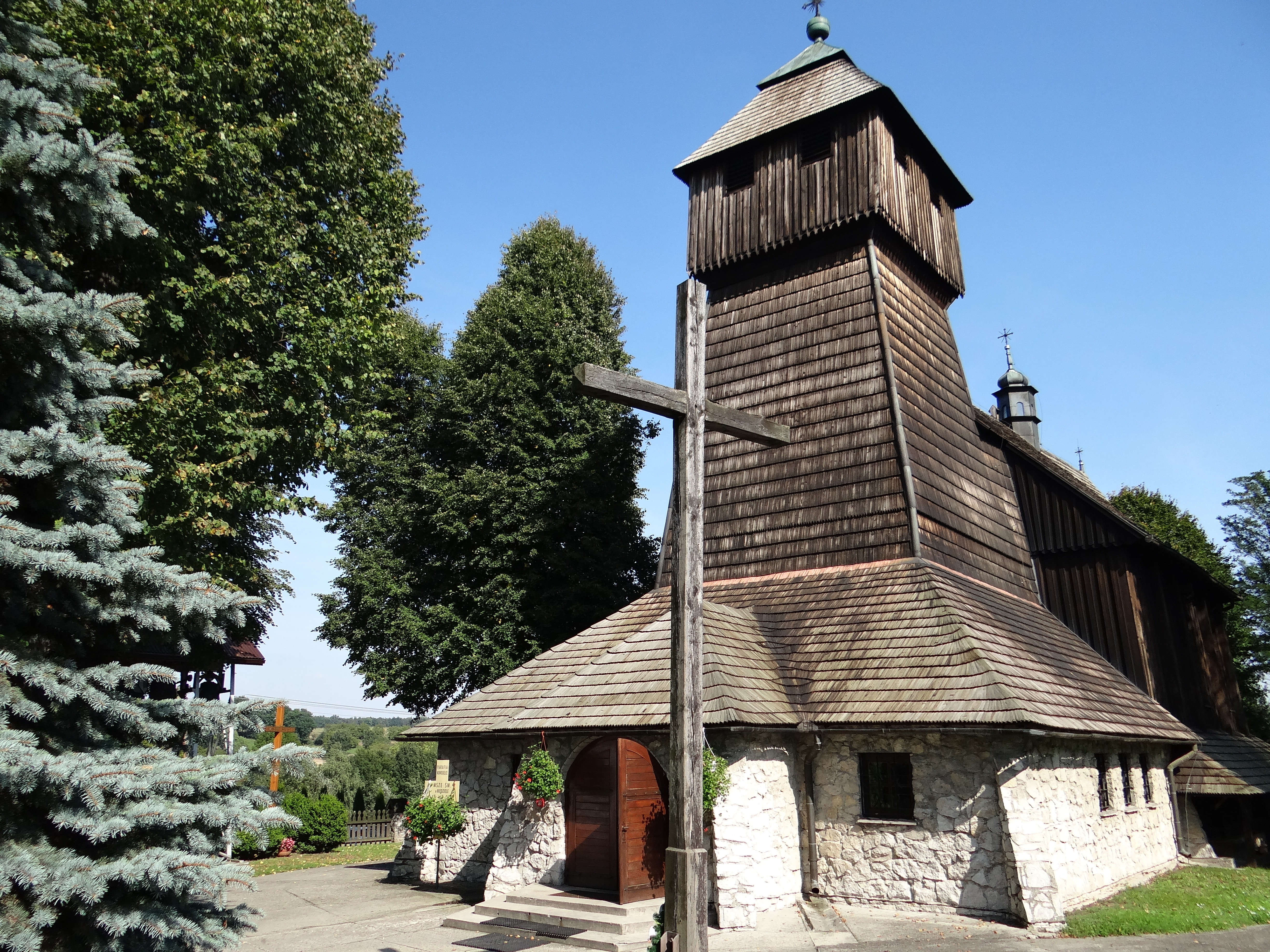
Drewniany kościół w Nowosielcach

## Starostowie przeworscy
- Henryk Pieniążek (1999–2002) (AWS)
- Wiesław Rosół (2002) (AWS)
- Zbigniew Mierzwa (2002–2006) (PSL)
- Zbigniew Kiszka (2006–2018) (PSL)
- Bogusław Urban (2018-2024) (PiS)
- Dariusz Łapa (od 2024)

## Sąsiednie powiaty
- lubaczowski
- jarosławski
- przemyski
- rzeszowski
- łańcucki
- leżajski
- biłgorajski (lubelskie)